# Analena
Analena je hrvatsko-slovenski post punk/noise sastav, osnovan 1997. godine u Zagrebu. Ime sastava dolazi od sanskrtske riječi koja znači "poput/od vatre".

## Povijest
Sastav su 1997. osnovali Danijel Sikora, Miodrag Gladović i Dubravko Dragojević, a godinu dana kasnije im se pridružila Ana Franjić. Kao peti član se 2003. godine pridružuje Miran Rusan. Sikora odlazi iz sastava 2006. godine, a postava se više nije mijenjala.
Prvi samostalni album objavljuju 2000. godine, a nakon njega i nekoliko dvojnih izdanja. Kako nisu imali izdavača i kao pobornici nezavisnog izdavaštva i uradi sam etike, članovi osnivaju vlastitu izdavačku kuću Moonlee Records, pod kojom su izdali naredna dva samostalna albuma 2004. i 2009. godine. Osim u Hrvatskoj i Sloveniji, svirali su diljem Europe, a sudjelovali su i na nekoliko festivala, između ostalog i na jednom od najvećih nezavisnih hardcore festivala u Europi, Fluff Fest-u u Češkoj.

## Diskografija
- 14.07.99. (demo, 1999.)
- Arhythmetics (Get Off Records, 2000.)
- Analena // Unison (dvojno izdanje, Get Off Records, LibberTea Records, 2001.)
- It's Never Too Late To Split Up (dvojno izdanje sa Sensual Love, Interstellar Records, Get Off Records, 2002.)
- Carbon Based (Moonlee Records, 2004.)  ‎
- Inconstantinopolis (Moonlee Records, 2009.)

## Vanjske poveznice
- Analena na Last.fm
- Službena Facebook stranica
- Analena na Discogs